# Myrmecophilus dubius
Myrmecophilus dubius är en insektsart som beskrevs av Henri Saussure 1877. Myrmecophilus dubius ingår i släktet Myrmecophilus och familjen Myrmecophilidae. Inga underarter finns listade i Catalogue of Life.